# Nykøbing Falster Festuge
Nykøbing Falster Festuge var en festuge, der blev afholdt hvert år i Nykøbing Falster i sidste uge af juli eller første uge af august, fra 1989 til 2015. Den tiltrak omkring 35.000 gæster fra hele regionen.
Festugen blev etableret i 1989 i anledning af Nykøbing Falsters 700 års jubilæum.
En stor del af festugens arrangementer blev afholdt på Torvet, og inkluderede koncerter og forskellige kulturbegivenheder, som bl.a. veteranbiler, åbne workshops i kunst og musik, optog og teater.
Blandt de kunstnere, der har optrådt er Kandis, Joey Moe, De Glade Sømænd, Volbeat, Michael Learns to Rock, Anna David, Basim, Johnny Deluxe, Søs Fenger, Peter A.G. Nielsen og Infernal har spillet.
I 2009 endte festivalen med et underskud på 244.000 kr. efter et dårligt billetsalg til The Abba Show, men blev reddet af et tilskud fra Guldborgsund Kommune samt to private lån.
Festugen blev i de sidste år arrangeret af Cityforeningen, indtil man i 2015 meldte ud, at man ikke længere ønskede at stå for arrangementet. Året efter gennemførte Nykøbing Falster Håndboldklub NFH Festival som erstatning for festugen.